# 簡輔
簡輔（1483年—？），字汝欽，廣西柳州府馬平縣人，軍籍，明朝政治人物。

## 生平
弘治十四年（1501年）辛酉科廣西鄉試第二名舉人。正德六年（1511年）中式辛未科會試第七十三名，登第三甲第六十名進士。授江西永新县知县。

## 家族
曾祖簡寬；祖父簡琮，曾任壽官；父簡文，曾任布政司經歷。母郝氏。永感下。弟簡弼（贡士）。